# Manfred Roth
Manfred Erich Roth (* 8. März 1950 in Frankfurt am Main) ist ein deutscher Regisseur und Schauspieler.

## Leben
Roth stand 1962 zum ersten Mal auf der Opernbühne in Frankfurt; bis 1973 war er dort zunächst in Kinderrollen, später als Statist in ca. 1000 Aufführungen zu sehen. Nach dem Abitur studierte er Anglistik an der Johann Wolfgang Goethe-Universität in Frankfurt am Main. 1975 machte er den Abschluss als Magister. Von 1976 bis 1984 war er Mitgesellschafter des Klappmaul Theaters und seit 1984 ist er freier Regisseur und Schauspieler. Von 1997 bis 2000 hatte er eine Professur an der Hochschule für Musik Detmold, danach erhielt er dort bis 2015 regelmäßig Lehraufträge. Lehraufträge erhält er außerdem seit dem Jahr 2000 von der Universität in Madison (Wisconsin, USA) und seit 2012 von der Hochschule für Musik Würzburg. Von 2000 bis 2017 war er Hausregisseur am Stalburg Theater in Frankfurt.

## Regiearbeiten
- Pierrot Lunaire
- Waiting for Godot
- Hamlet
- Endgame
- Draußen vor der Tür
- Goldkind
- Karneval der Tiere
- Wer kocht, schießt nicht
- Familie Hesselbach – Der röhrende Hirsch
- Familie Hesselbach – Das Dreckrändchen
- Von oben ist die Welt so klein
- Sperrmüll
- Edgar Wallace – Das Gasthaus an der Themse
- Neumann nach Berlin.
- Das Mädchen Rosemarie
- Arsen und Spitzenhäubchen
- Familie Hesselbach – Das Heizkissen

## Operninszenierungen
- Oberon (1995), Oper Frankfurt (Co-Regie m. Veit Volkert, Michael Schmitz, Michael Kloss)
- Geneviève de Brabant (1997), Oper Frankfurt
- Orpheus in der Unterwelt, HfM Detmold
- Dido und Aeneas, HfM Detmold
- Riese, Zwerge, Menschenfresser (2000), Carinthischer Sommer
- La Clemenza di Tito, HfM Detmold
- Apollo e Dafne, HfM Detmold
- Pimpinone, HfM Detmold
- Oberon, Theater Freiburg (Co-Regie: Michael Kloss)